# Taiwan Taoyuan International Airport
Taiwan Taoyuan International Airport (IATA: TPE, ICAO: RCTP) (Traditionell kinesiska: 臺灣桃園國際機場, Kinesiska : 台湾桃园国际机场) är den största flygplatsen i Taiwan. 
Flygplatsen öppnades 1979 för att vara ett passagerarnav för att komma vidare till Kina och resten av Asien. Flygplatsen är en av två flygplatser som servar Taiwans huvudstad Taipei. Den andra är Taipei Songshan Airport.